# Eva Borušovičová
Eva Borušovičová (ur. 5 stycznia 1970 w Levicach, zm. 2 czerwca 2025 w Bratysławie) – słowacka reżyserka i scenarzystka filmowa.
Ukończyła Wyższą Szkołę Sztuk Scenicznych w Bratysławie w zakresie reżyserii i scenopisarstwa. Jako reżyser debiutowała filmem Modré z nebe (1997), opowiadającym o trzech kobietach z trzech różnych pokoleń, żyjących razem w domu na wsi. Dwa lata później nakręciła telewizyjny film Amálka, ja sa zbláznim!, a w 2001 film Vadí nevadí.
Była też autorką scenariusza do filmu Janosik. Prawdziwa historia. Scenariusz napisała jako projekt na studiach. W 2002 produkcji filmu podjął się Rudolf Biermann, jednak przy zaledwie 40% nakręconych materiałów projekt musiał zostać porzucony z braku funduszy. W 2008 podjął go Dariusz Jabłoński, film trafił na ekrany w 2009.
13 kwietnia 2013 odbyła się premiera jej sztuki teatralnej 69 vecí lepších než sex.
Eva Borušovičová wykładała na Wyższej Szkole Sztuk Scenicznych w Bratysławie. Była matką dwóch synów.